# Hudson, Texas
Hudson är en stad i Angelina County i Texas. Vid 2010 års folkräkning hade Hudson 4 731 invånare.